# Перо (язык)
Перо (также филия, пиперо, вало; англ. pero, filiya, pipero, walo; самоназвание: péerò) — чадский язык, распространённый в восточных районах Нигерии. Входит в группу боле-тангале западночадской языковой ветви.
Численность говорящих — около 25 000 человек (1995). Письменность основана на латинском алфавите.

## О названии
Самоназвание языка перо — péerò, самоназвание народа перо — péerò (в единственном числе), pìpéerò (во множественном числе). Распространены также локальные названия языка — вало и филия (последнее — по наименованию одного из наиболее крупных селений этнической общности перо).

## Классификация
В соответствии с классификацией чадских языков, предложенной американским лингвистом П. Ньюманом, язык перо входит в группу боле западночадской языковой ветви вместе с языками беле, боле (боланчи), дено (куби), галамбу, гера, герума, канакуру (дера), карекаре, кирфи, купто, квами, маха, нгамо, пийя (вуркум) и тангале. В других классификациях, включая классификацию, опубликованную в лингвистическом энциклопедическом словаре в статье В. Я. Порхомовского «Чадские языки», данная группа упоминается под названием боле-тангле, или боле-тангале. Согласно исследованиям П. Ньюмана, в пределах группы боле (или A.2) язык перо включается в кластер языков собственно тангале подгруппы тангале, сама же группа входит в подветвь западночадских языков A. Эта классификация приведена, в частности, в справочнике языков мира Ethnologue. Язык перо включается в группу боле-тангале подветви собственно западночадских языков также и в классификации, опубликованной в работе С. А. Бурлак и С. А. Старостина «Сравнительно-историческое языкознание».
В базе данных по языкам мира Glottolog даётся более подробная классификация языков подгруппы тангале. В ней язык перо вместе с языком куши и кластерами пийя-квончи и тангале-квами-купто отнесены к объединению языков собственно тангале, противопоставленному языку дера. Языки собственно тангале и язык дера образуют подгруппу тангале, которая вместе с подгруппой боле объединяется в группу западночадских языков A A.2.
В классификациях афразийских языков чешского лингвиста В. Блажека и британского лингвиста Р. Бленча предлагаются иные варианты состава языков подгруппы тангале и иная точка зрения на место этой подгруппы в рамках западночадской ветви языков.
Так, в классификации В. Блажека язык перо отнесён к подгруппе языков боле-тангале, в которой представлены два языковых объединения: в первое вместе с перо входят языки тангале и дера, во второе — боле, нгамо, маха, гера, кирфи, галамбу, карекаре, герума, дено, куби и беле. Подгруппа боле-тангале вместе с ангасской подгруппой в данной классификации являются частью боле-ангасской группы, входящей в свою очередь в одну из двух подветвей западночадской языковой ветви.
В классификации же Р. Бленча язык перо вместе с языками кваами, пийя-квончи (пийя), кхолок, ньям, куши (годжи), кутто и тангале образует языковое единство, входящее в объединение «b» (южные боле) подгруппы боле группы боле-нгас подветви западночадских языков A.

## Лингвогеография

### Ареал и численность
Область распространения языка перо размещена в восточной Нигерии на территории штата Гомбе — в районе Шонгом. По данным Р. Бленча, носители языка перо живут в населённом пункте Филия и в его окрестностях: в селениях Гвандум, Гундале, Куши, Япито и Бурак.
Ареал перо с севера, востока и юго-запада окружён ареалами близкородственных западночадских языков. С севера область распространения языка перо граничит с ареалом языка тангале, с востока — с ареалами языков куши и кхолок, с юго-запада — с ареалами языков ньям и пийя-квончи. К западу от ареала перо расположен ареал бенуэ-конголезского джукуноидного языка хоне. На юго-востоке к ареалу перо примыкают ареалы адамава-убангийских языков леелау и магхди.
Численность носителей языка перо по данным 1925 года составляла 6664 человека, по данным 1973 года — 20 000 человек. Согласно данным справочника Ethnologue, численность говорящих на языке перо в 1995 году достигала 25 000 человек. По современным оценкам сайта Joshua Project численность носителей этого языка составляет 47 000 человек (2017).

### Социолингвистические сведения
По степени сохранности, согласно данным сайта Ethnologue, язык перо относится к так называемым стабильным, или устойчивым, языкам, поскольку этот язык используется в устном бытовом общении представителями этнической общности перо всех поколений, включая младшее. Языком перо владеют также носители бенуэ-конголезского джукуноидного языка хоне. Как второй язык среди представителей этнической общности перо распространён язык хауса. Стандартной формы у языка перо нет. По вероисповеданию представители этнической общности перо в основном являются христианами, часть перо — мусульмане (15 %), часть придерживаются традиционных верований (12 %).

### Диалекты
Три диалектных ареала перо группируются вокруг трёх главных населённых пунктов, в которых живут носители этого языка. Первый диалектный ареал охватывает населённый пункт Гвандума и окрестные селения, второй размещён в Гундале и его окрестностях, третий — в населённом пункте Филия и вокруг него.

## Письменность
Письменность языка перо основана на латинском алфавите. Изданы несколько книг, в частности, опубликованы словарь и грамматика. С 1936 года на язык перо были сделаны несколько переводов фрагментов Библии, последний — в 2008 году.

## Лингвистическая характеристика

### Фонетика и фонология

#### Гласные
Система вокализма языка перо состоит из 10 гласных фонем. Гласные различаются по степени подъёма языка, по ряду, по наличию или отсутствию лабиализации и по долготе:
| подъём  | ряд               | ряд               | ряд             | ряд             |
| подъём  | передний          | передний          | задний          | задний          |
| подъём  | нелабиализованные | нелабиализованные | лабиализованные | лабиализованные |
| подъём  | долгие            | краткие           | долгие          | краткие         |
| ------- | ----------------- | ----------------- | --------------- | --------------- |
| верхний | i:                | i                 | u:              | u               |
| средний | e:                | e                 | o:              | o               |
| нижний  | a:                | a                 |                 |                 |

#### Согласные
Состав системы согласных языка перо (в парах согласных слева приведены глухие согласные, справа — звонкие):
| по способу образования    | по месту образования | по месту образования | по месту образования | по месту образования | по месту образования |
| по способу образования    | губные               | передне- язычные     | дорсальные           | дорсальные           | глоттальн.           |
| по способу образования    | губно- губные        | альвеол.             | средне- язычные      | задне- язычные       | глоттальн.           |
| ------------------------- | -------------------- | -------------------- | -------------------- | -------------------- | -------------------- |
| взрывные                  | p b                  | t d                  | c ɟ                  | k g                  | ʔ                    |
| имплозивные               | ɓ                    | ɗ                    |                      |                      |                      |
| носовые                   | m                    | n                    |                      | ŋ                    |                      |
| дрожащие                  |                      | r                    |                      |                      |                      |
| аппроксиманты             | w                    |                      | j                    |                      |                      |
| латеральные аппроксиманты |                      | l                    |                      |                      |                      |

#### Просодия
Перо является тональным языком. Для него характерно наличие двух основных тоновых уровней: высокого и низкого.

### Морфология

#### Числительное
Числительные языка перо:
| 1  | ɗók                 |
| 2  | bélòw               |
| 3  | ɡ͡bónòŋ              |
| 4  | béeɗòw              |
| 5  | púat / fwát         |
| 6  | páttira múndi       |
| 7  | páttira bélòw       |
| 8  | bídìdow             |
| 9  | kómpòy / kómvòy     |
| 10 | kó / k͡púmmò         |
| 11 | àré ɗòk             |
| 12 | àré bélów           |
| 13 | àré ɡ͡bónòŋ          |
| 14 | àré béeɗòw          |
| 15 | àré fwát            |
| 16 | àré páttira múndi   |
| 17 | àré páttira bélòw   |
| 18 | àré bídìdow         |
| 19 | àré kómpòy / kómvòy |
| 20 | kó bélòw            |

| 21   | kó bélòw kàn ɗòk             |
| 22   | kó bélòw kàn bélòw           |
| 23   | kó bélòw kàn ɡ͡bónòŋ          |
| 24   | kó bélòw kàn béeɗòw          |
| 25   | kó bélòw kàn fwát            |
| 26   | kó bélòw kàn páttira múndi   |
| 27   | kó bélòw kàn páttira bélòw   |
| 28   | kó bélòw kàn bídìdow         |
| 29   | kó bélòw kàn kómpòy / kómvòy |
| 30   | yàjì ɡ͡bónòŋ                  |
| 40   | yàjì béeɗòw                  |
| 50   | yàjì fwát                    |
| 60   | yàjì páttira múndi           |
| 70   | yàjì páttira bélòw           |
| 80   | yàjì bídìdow                 |
| 90   | yàjì kómpòy / kómvòy         |
| 100  | cíɡ / ʃìk                    |
| 200  | cíɡ bélów / ʃìk bélów        |
| 1000 | cík pómmò / dik              |
| 2000 | dik bélów                    |